# Koreai-szoros
A Koreai-szoros (koreaiul: 대한해협, japánul: 対馬海峡) egy tengerszoros, mely Kelet-Ázsia területén, a Koreai-félsziget dél-koreai része és a Japánhoz tartozó Kjúsú szigete között található.
A Koreai-szoros köti össze a Kelet-kínai-tengert a Japán-tengerrel. A tengerszoros Csendes-óceán északnyugati részében helyezkedik el.
A tengerszoros szélessége mintegy 140 kilométer, maximális mélysége 215 méter. Hosszúsága körülbelül 120 kilométer. A közepén elhelyezkedő Cusima-sziget két részre osztja a tengerszorost, ennek következtében a Koreai-szoros kifejezést igen gyakran csak a szoros nyugati felére használják, míg a Koreai-szoros keleti felét Cusima-szorosnak nevezik.
1905. május 27–28-án a Koreai-szoros keleti felén, a Cusima-szorosban zajlott le az orosz–japán háború utolsó, döntő tengeri csatája, a cusimai vagy csuzimai csata. Az ütközet döntő japán győzelemmel fejeződött be.